# Brian Bell (Filmproduzent)
Brian Bell (* 13. Juni 1975 in New York City) ist ein US-amerikanischer Filmproduzent.

## Leben
Bell war seit Ende der 1990er Jahre im Bereich der Filmproduktion tätig, wo er zunächst als Produktionsassistent und Koordinator beschäftigt war. Ab Anfang der 2000er Jahre wirkte Bell dann auch bei ersten Projekten als Line Producer und Co-Producer. 2005 produzierte er Michael Cuestas Coming-of-Age-Drama Das Ende der Unschuld. Der Film war bei den Independent Spirit Awards 2007 für den John Cassavetes Award nominiert.

## Filmografie (Auswahl)
Producer
- 2005: Das Ende der Unschuld (12 and Holding)
- 2005: Before It Had a Name

Executive Producer
- 2013: Scary Movie 5
- 2014: Bad Neighbors (Neighbors)
- 2014: 22 Jump Street
- 2015: Sisters
- 2016: Die irre Heldentour des Billy Lynn (Billy Lynn’s Long Halftime Walk)